# Пашковка (Козельщинский район)
Пашковка (укр. Пашківка) — село,
Пашковский сельский совет,
Козельщинский район,
Полтавская область,
Украина.
Код КОАТУУ — 5322084001. Население по переписи 2001 года составляло 443 человека.
Является административным центром Пашковского сельского совета, в который, кроме того, входят сёла
Булахи,
Бутояровка,
Калашники и
Ольговка.

## Географическое положение
Село Пашковка находится на расстоянии в 1,5 км от сёл Пригаровка и Ольговка.
К селу примыкает большой садовый массив.

## История
Село указано на трехверстовке Полтавской области. Военно-топографическая карта.1869 года как хутор Сохинов
после 1945 присоеденен хутор Брожники (Бражники)

## Экономика
- ЧП «Пашковское».
- ЧП «Щерба».
- ЧП «Булах».

## Объекты социальной сферы
- Школа.

## Известные люди
Чернушенко Антон Васильевич — председатель Апелляционного Суда Киева, член Высшего совета юстиции, родился в селе Пашковка.